# Megaváros

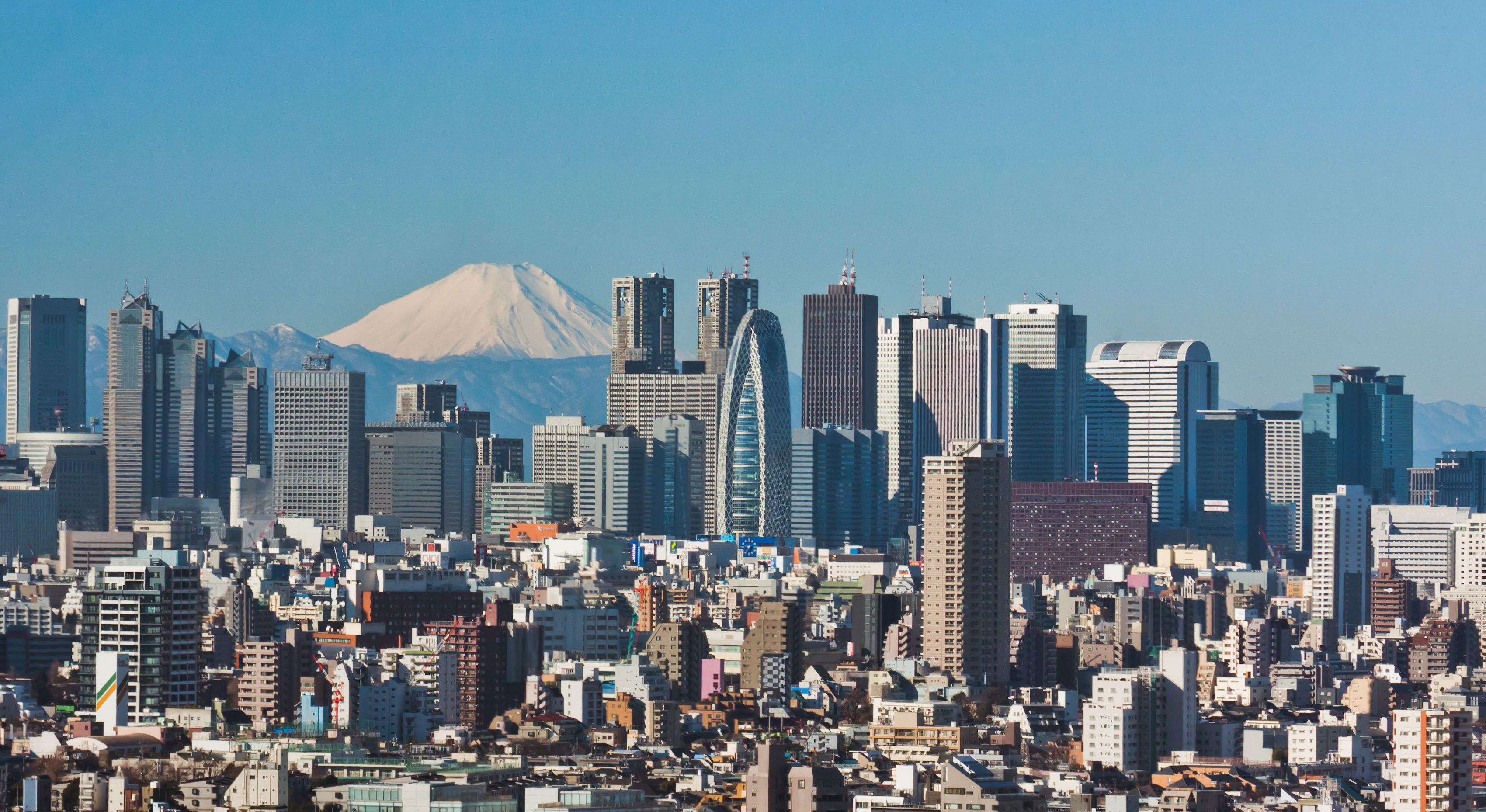
Felhőkarcolók Sindzsukuban

A megaváros vagy megapolisz olyan agglomeráció, amelynek teljes népessége meghaladja a tízmillió főt. Egy megaváros általában egy vagy két nagyvárosi területből áll, amelyek szoros kapcsolatban állnak egymással. A későbbiekben agglomeráció, világváros vagy metroplexumként is meg lesznek említve.
2015-ben 36 megavárost tartanak számon. Ezek közül is a legnagyobb a tokiói és a sanghaji agglomeráció, mindkét város lakossága meghaladja a 30 millió főt, az egyik lakossága 38,8 millió fő, a másiké pedig 35,5 millió fő. Tokió a világ legnépesebb várostömörülése, Sanghaj pedig a világ legnépesebb városa.
Az Egyesült Nemzetek Szervezete feltételezései szerint 2030-ra már 41 megaváros lesz.

## Legnagyobb városok
Ez a lista tartalmazza a világ legnagyobb városait és várostömörüléseit 2016-ban.
| Sorszám | Megaváros                      | Kép                                     | Ország                          | Kontinens     | Népesség   |
| ------- | ------------------------------ | --------------------------------------- | ------------------------------- | ------------- | ---------- |
| 1       | Tokió                          |                                         | Japán                           | Ázsia         | 38,800,000 |
| 2       | Szöul                          |                                         | Dél-Korea                       | Ázsia         | 25,514,000 |
| 3       | Jakarta                        |                                         | Indonézia                       | Ázsia         | 31,500,000 |
| 4       | Karacsi                        |                                         | Pakisztán                       | Ázsia         | 24,300,000 |
| 5       | Sanghaj                        |                                         | Kína                            | Ázsia         | 24,152,700 |
| 6       | New York                       |                                         | Amerikai Egyesült Államok       | Észak-Amerika | 23,632,722 |
| 7       | Mumbai                         |                                         | India                           | Ázsia         | 23,614,000 |
| 8       | Manila                         |                                         | Fülöp-szigetek                  | Ázsia         | 24,124,000 |
| 9       | Mexikóváros                    |                                         | Mexikó                          | Észak-Amerika | 22,200,000 |
| 10      | Delhi                          |                                         | India                           | Ázsia         | 21,753,486 |
| 11      | Peking                         |                                         | Kína                            | Ázsia         | 21,516,000 |
| 12      | São Paulo                      |                                         | Brazília                        | Dél-Amerika   | 21,250,000 |
| 13      | Lagos                          |                                         | Nigéria                         | Afrika        | 21,000,000 |
| 14      | Vuhan                          |                                         | Kína                            | Ázsia         | 20,600,000 |
| 15      | Kiotó-Oszaka-Kóbe (Keihanshin) |                                         | Japán                           | Ázsia         | 20,260,000 |
| 16      | Kanton (település)             |                                         | Kína                            | Ázsia         | 19 910 000 |
| 17      | Csungking                      |                                         | Kína                            | Ázsia         | 19,384,100 |
| 18      | Kairó                          |                                         | Egyiptom                        | Afrika        | 18,810,000 |
| 19      | Los Angeles                    |                                         | Amerikai Egyesült Államok       | Észak-Amerika | 18,550,288 |
| 20      | Csengtu                        |                                         | Kína                            | Ázsia         | 18,427,500 |
| 21      | Dakka                          |                                         | Banglades                       | Ázsia         | 18,250,000 |
| 22      | Moszkva                        |                                         | Oroszország                     | Európa        | 16,900,000 |
| 23      | Tiencsin                       |                                         | Kína                            | Ázsia         | 15,469,500 |
| 24      | Bangkok                        |                                         | Thaiföld                        | Ázsia         | 15,350,000 |
| 25      | Isztambul                      |                                         | Törökország                     | Európa        | 14,800,000 |
| 26      | Kalkutta                       |                                         | India                           | Ázsia         | 14,766,000 |
| 27      | Rio de Janeiro                 |                                         | Brazília                        | Dél-Amerika   | 14,450,000 |
| 28      | London                         |                                         | Egyesült Királyság              | Európa        | 13,842,667 |
| 29      | Buenos Aires                   |                                         | Argentína                       | Dél-Amerika   | 13,834,000 |
| 30      | Teherán                        |                                         | Irán                            | Ázsia         | 13,700,000 |
| 31      | Kinshasa                       |                                         | Kongói Demokratikus Köztársaság | Afrika        | 12,500,000 |
| 32      | Párizs                         |                                         | Franciaország                   | Európa        | 12,405,426 |
| 33      | Sencsen                        |                                         | Kína                            | Ázsia         | 12,250,000 |
| 34      | Harbin                         |                                         | Kína                            | Ázsia         | 11,635,971 |
| 35      | Ruhr-vidék                     | Dortmundi felhőkarcolók                 | Németország                     | Európa        | 11,316,429 |
| 36      | Bengaluru                      |                                         | India                           | Ázsia         | 11,556,907 |
| 37      | Lahor                          |                                         | Pakisztán                       | Ázsia         | 10,551,472 |
| 38      | Csennai                        | The Ripon Building, Chennai Corporation | India                           | Ázsia         | 9,814,455  |

## Története
A „megaváros” kifejezés a 19. század végén vagy a 20. század elején jelent meg a köztudatban, a szó első hivatalos megjelenése a Texasi Egyetem által történt 1904-ben. Eleinte az Egyesült Nemzetek Szervezete használta a kifejezést 8 milliónál több lakosú városok leírására, manapság azonban a tízmilliónál több fős településekre használják.
1800-ban a világ lakosságának még csak a 3%-a lakott városokban, ez a szám azonban 47%-ra emelkedett a 20. század végére. 1950-ben 83 olyan város létezett, amelyek népessége meghaladta az egymillió főt; 2007-re ez a szám 468-ra nőtt. Az ENSZ előrejelzései szerint a mostani, 3.2 milliárdos városi lakosság 2030-ra mintegy 5 milliárd főre fog nőni, amikor ötből három ember már városokban fog élni. Ez a hirtelen növekedés drámai következményeket szülhetnek olyan kevésbé modernizált kontinenseken, mint Ázsia és Afrika. Különböző felmérések és előrejelzések azt mutatják, hogy ez az elkövetkezendő 25 évben végbemenő városi növekedés a fejlődő országokban fog végbemenni. Egymilliárd ember, a föld teljes népességének majdnem egyhetede, nyomornegyedekben él. Rengeteg szegény ország túlnépesedett nyomornegyedeiben magas a különböző betegségek kialakulásának aránya, mivel egészségtelenek a körülmények, jelen van az alultápláltság, továbbá hiányzik az egészségügyi alapellátás. 2030-ban a világon több mint 2 milliárd ember fog nyomornegyedekben élni. Etiópia, Malawi, valamint Uganda, a világ három legvidékibb országa, városi népességének több mint 90%-a már így is nyomornegyedekben él.
2025-ig egyedül Ázsiában lesz minimum 30 megaváros, többek között Mumbai, India (2015-ös népessége 20.75 millió fő), Sanghaj, Kína (2015-ös népessége 35.5 millió fő), Delhi, India (2015-ös népessége 21.8 millió fő), Tokió, Japán (2015-ös népessége 38.8 millió fő) és Szöul, Dél-Korea (2015-ös népessége 25.6 millió fő). Lagos, Nigéria 1950-ben feljegyzett 300,000 fős lakossága 2015-re körülbelül 15.2 millió főre nőtt.

### Növekedés
Több mint 500 éven keresztül Róma volt a legnagyobb, a leggazdagabb és politikailag a legfontosabb város Európában. Népessége már az első század végére meghaladta az egymillió főt. Róma népessége Kr. u. 402-ben kezdett csökkenni, amikor Flavius Honorius római császár Ravennába költöztette a kormányt, amivel 20,000 fős népességcsökkenést idézett elő Rómában a korai középkorban. Az addigi burjánzó nagyváros tele lett lakatlan épületekkel és a hatalmas méretű területeken csak romok és növényzet maradt.
Bagdad számított a világ legnagyobb városának, a megalapításától kezdődően Kr. u. 762-ben egészen 930-ig, amikor is a lakossága meghaladta az egymillió főt. A kínai fővárosok, Csang-an és Kajfeng szintén óriási népességnövekedést tudhattak magukénak a fejlett birodalmak idején. Egy 742-es, Jingzhao Fu (京兆府) agglomerációban történt népszámlálási adat szerint akkoriban 362,921 családot és 1,960,188 személyt tartottak számon. Az Angkor körüli középkori település, amely akkor a Khmer Birodalom fővárosaként szolgált, szintén több mint egymilliós lakossággal rendelkezett.
1825 és 1918 között London volt a világ legnagyobb városa, hiszen lakossága rohamosan növekedett. Ez volt az első olyan város az 1900-as években, amely elérte a több mint ötmillió fős népességet. 1950-ben New York volt az egyetlen városi terület, amelynek lakossága meghaladta a tízmillió főt. 2005 októberére a földrajztudósok már 25 ilyen területet állapítottak meg. Ehhez képest 2004-ben még csak 19, 1985-ben pedig csupán 9 megaváros létezett. Ez a növekedés azért történt, mert a világ népessége elkezdett közeledni Észak-Amerika és Nyugat-Európa magas urbanizációs szintje (75–85%) felé.
A 2000-es évek óta a Nagy Tokió Agglomeráció számít a legnagyobb megavárosnak. Ez az agglomeráció olyan egyéb városokat foglal magában, mint például Jokohama és Kavaszaki, a terület teljes népessége pedig meghaladja a 38 millió főt. Különböző meghatározások léteznek annak függvényében, hogy a régió mely területeket foglalja magában. Bár Tokió prefektúrái, Csiba, Kanagava és Szaitama általában szerepelnek a statisztikai információkban, a japán statisztikai hivatal csupán a Tokiói Közigazgatási Torony Sindzsuku-beli 50 kilométeres vonzáskörzetét számítja bele a területbe, így a becsült lakosság száma is alacsonyabb. A megavárosok egyik problémája, hogy nehezen lehet meghatározni a külső határokat, ezáltal a lakosság számát is nehezebb felbecsülni.
Egy másik lista nagyvárosi területek helyett agglomerációkként határozza meg a megavárosokat. 2010-ben 25 megaváros létezik ezzel a megnevezéssel, ilyen Tokió is. Más források Nagoját és a Ruhr-vidéket is megavárosokként tüntetik fel.

## Kihívások

### Nyomornegyedek
Az Egyesült Nemzetek Szervezete szerint a nyomornegyedekben élő városlakók aránya 47%-ról 37%-ra csökkent a fejlődő világban 1990 és 2005 között. Az egyre növekvő népesség miatt azonban a nyomornegyedekben élők abszolút száma folyamatosan nő. Ezen emberek többsége a városok pereméről érkezik, akik olyan településeken éltek, ahol nincs elegendő lakóhely és a csatornázás sem megfelelő. Ezt a folyamatot olyan, eddig nem látott, belső- és nemzetközi tömeges migráció idézte elő, amely hozzájárult a városok népességnövekedéséhez. A folyamat rengeteg problémát vet fel mind a politikában, mind a társadalomban, mind a gazdasági szférában. A nyomornegyedekben élőknek gyakran nincs lehetőségük részt venni az oktatásban, nem kapnak egészségügyi ellátást és a városi piacgazdaságban sem vehetnek részt.

### Bűncselekmények
Az egyre növekvő népesség miatt az infrastruktúra és közszolgálat (mint például megfelelő higiénia, lakhatás, oktatás és egészségügy) hiánya a nyomornegyedek megnövekedéséhez vezet, ami azonban a városlakók között is elégedetlenségeket szül. Éppen ezért a bűncselekmények is magasabb számban vannak jelen olyan megavárosokban, mint például Karacsi, Mumbai, Kairó, Rio de Janeiro és Lagos.

### Hajléktalanság
A megavárosokban nagymértékben megfigyelhető a hajléktalanság. A hajléktalanság jelenleg érvényes meghatározása országonként, de akár különböző szervezeteken, régiókon belül is változik.
2002-ben egy kutatás kimutatta, hogy a legtöbb hajléktalan családok és gyerekek közül kerül ki az Amerikai Egyesült Államokban, ez pedig új kihívásokkal állította szembe a különböző szervezeteket, illetve ügynökségeket. Az Amerikai Egyesült Államokban a kormány több nagyváros polgármesterét is felkérte arra, hogy készítsenek egy tízéves tervet azzal a céllal, hogy véget vessenek a hajléktalanságnak. Az egyik ilyen terv az „Először a lakhatás” című volt, amely arra összpontosít, hogy ahelyett hogy ideiglenes otthont adnak a hajléktalanoknak, szerezzenek nekik egy állandó lakhelyet és adják meg nekik a szükséges támogató szolgáltatásokat annak érdekében, hogy fenntarthassák saját otthonukat. Ez a programsorozat azonban nagyon bonyolultnak bizonyult, hiszen ahhoz, hogy a kezdeményezés sikeres legyen, hosszútávon kell gondolkodni.

### Forgalmi torlódás

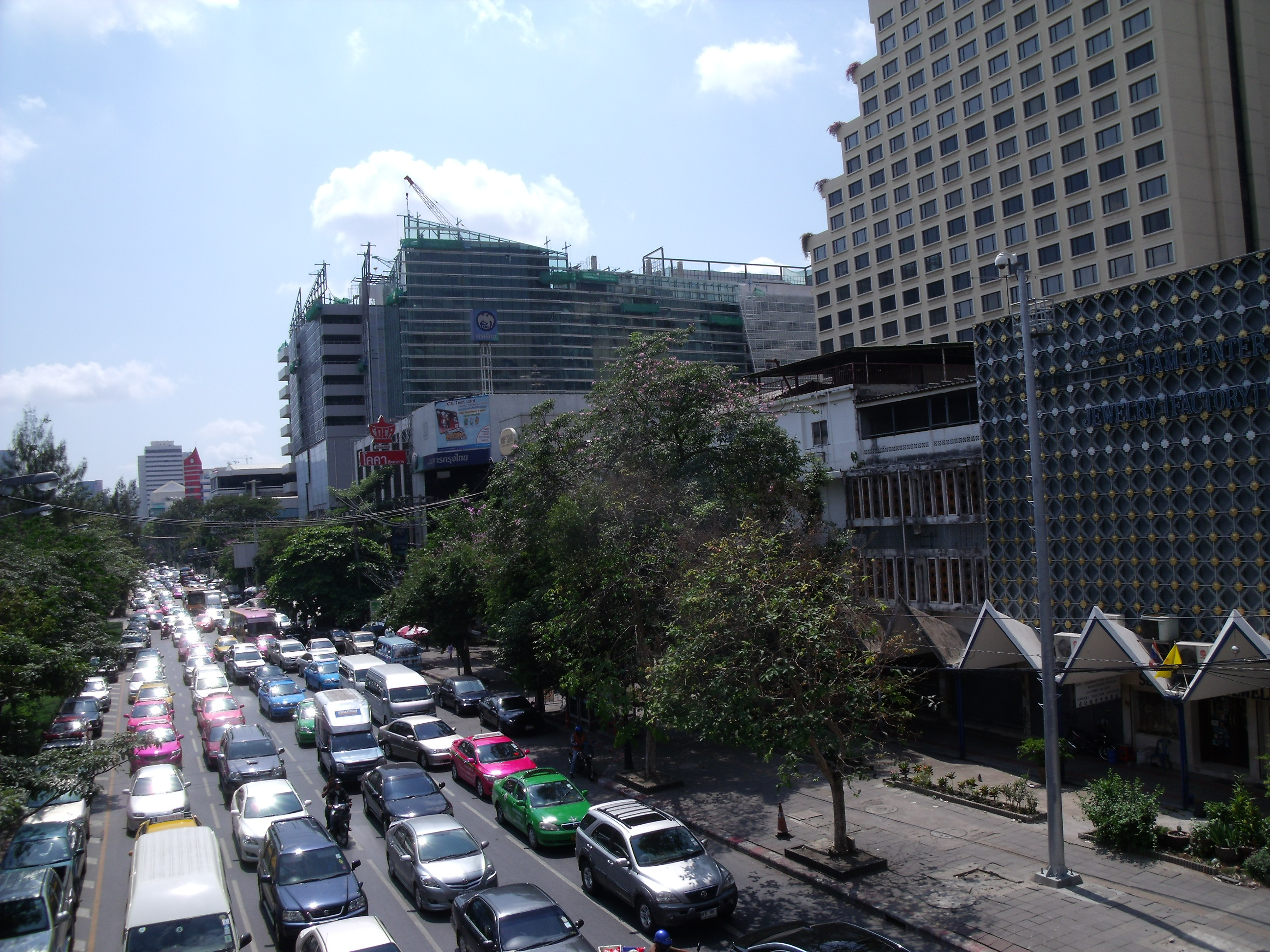
Bangkok közismert a forgalmi dugóiról

A forgalmi torlódás olyan állapot, ami az úthálózatokon történik, amikor megnő az autóforgalom. Ezt a torlódást általában kisebb sebesség, hosszabb menetidő, megnövekedett környezetszennyezés és hosszabb közúti sorbanállás jellemzi. A Texasi Közlekedési Intézet becslései szerint 2000-ben a 75 legnagyobb nagyvárosi övezet 3.6 milliárd órányi késedelmet szenvedett el, ami 5.7 milliárd gallonnyi (21.6 milliárd liter) elpazarolt üzemanyagot és 67.5 milliárd dollárnyi veszteséget (az ország körülbelül 0,7% GDP-je) jelentett. Azt is kiszámították, hogy az egy gépkocsivezetőre eső éves torlódási költség körülbelül 1,000 dollár a nagyvárosokban és 200 dollár a kisvárosokban. A forgalmi torlódás folyamatosan nő a nagyvárosokban, a késedelmek pedig egyre gyakoribbak a kisvárosokban és a vidéki városokban is egyaránt.

### Városszétfolyás

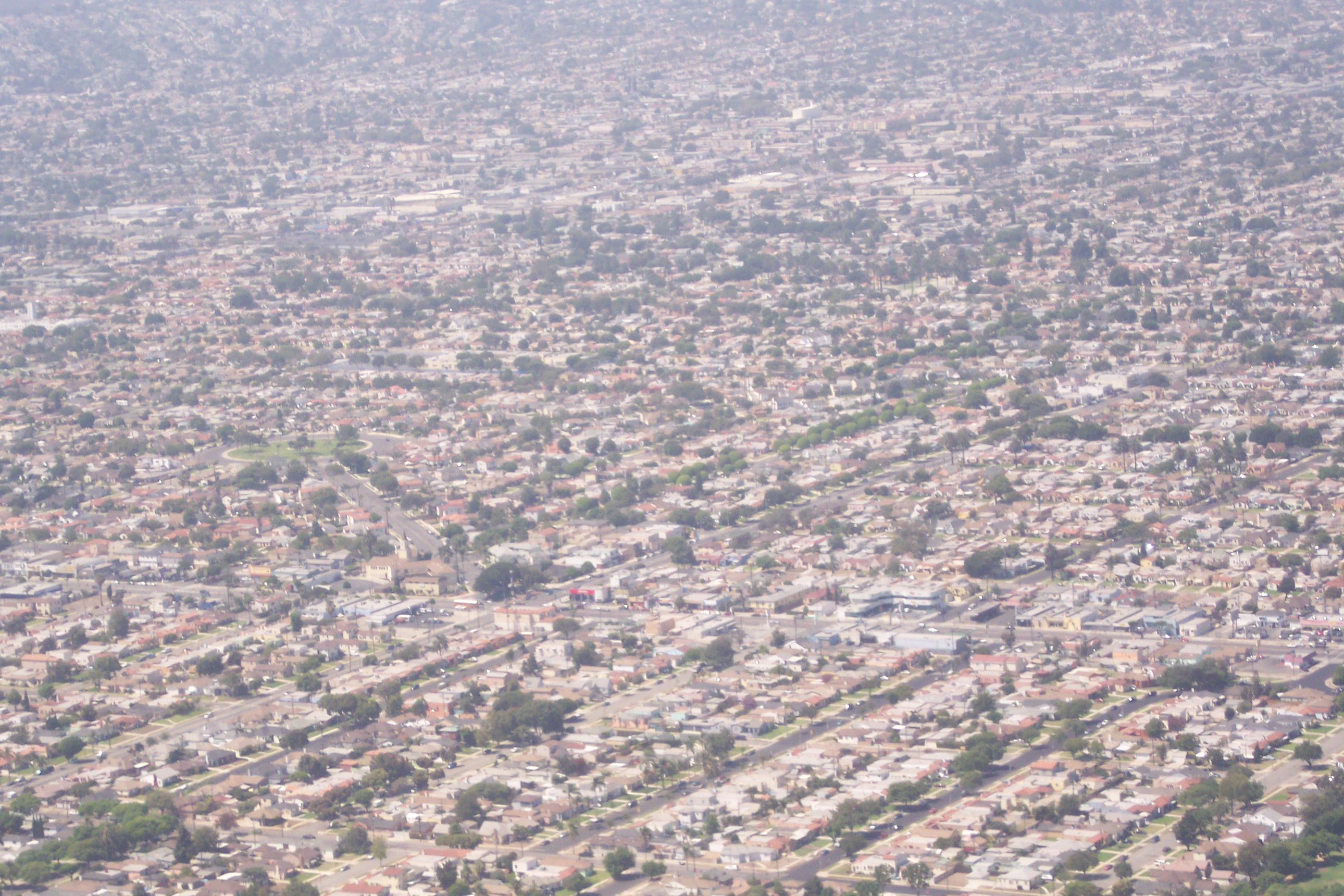
Sík terület Los Angeles területén, amely teljesen be lett építve házakkal, épületekkel, utakkal és autópályákkal, hogy hozzájáruljanak a városszétfolyáshoz

A városszétfolyás egy sokrétű fogalom, amely magában foglalja a városokból való kifelé terjeszkedést többnyire a város peremére, ahol alacsony a népsűrűség. Itt általában autóval bejárható, egyfunkciós lakó-, kereskedelmi- és ipari övezetek jönnek létre. Ennek eredményeképpen a kritikusok azt állítják, hogy a szétfolyás negatív következményekkel jár, mint például a hosszabb menetidő a munkahelyre, a megnövekedett autó-függőség, a nem megfelelő létesítmények (kulturális helyszínek, egészségügyi központok), továbbá a magasabb egy főre eső infrastrukturális költségek.

### Dzsentrifikáció
A dzsentrifikáció a modern nagyváros fejlődésével, változásával kapcsolatos szociológiai jelenség, a felértékelődött belvárosi területek lakosságának kicserélődése, amikor a vagyonosabb emberek egy kevésbé jómódú községben vesznek házat. A dzsentrifikáció egyik negatív következménye, hogy az átlagjövedelem megnövekszik és az átlagos családok mérete csökken, amely az alacsonyabb átlagjövedelemmel rendelkező lakók informális gazdasági kilakoltatását eredményezi, mivel a lakásbérek, a lakásárak és az ingatlanadók mind megnőnek. Ez a típusú népességváltozás csökkenti az ipari földhasználatot, mivel a kereskedelmet és a lakhatást újrafejlesztik. Manapság az új vállalkozások is többnyire kivonulnak a fejlett és modernizált területekről a leromlott, elhanyagolt területekre annak érdekében, hogy a tehetősebb állampolgárok kegyeibe férkőzzenek, ezáltal csökkentve a kapcsolattartást a kevésbé tehetős emberekkel.

### Levegőszennyezés

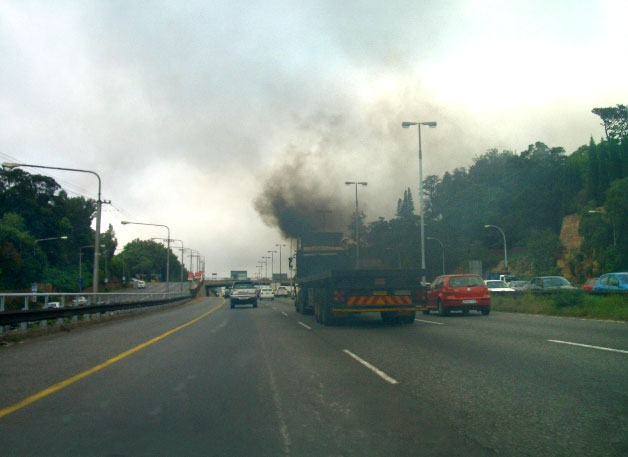
Szennyezett levegőjű közút

A levegőszennyezés olyan vegyi anyagokból, porból, illetve biológiai eredetű anyagokból áll, amelyek károsítják az emberi szervezetet és más élő organizmusokat, továbbá tönkreteszik a természetes környezetünket. Rengeteg nagyvárosban problémát okoz a szmog, ez olyan típusú légszennyezés, amely belső égésű motoros járművek kibocsátásából, illetve gyári kéményekből eredő füstből származik.
A szmogot a szén nagymértékű égetése is előidézheti, amely egy füst és kén-dioxid egyveleget képez. 2006-ban a világ szénfogyasztása körülbelül 6,743,786,000 amerikai tonna volt és számítások szerint 2030-ra ez a szám 48%-kal nőni fog, ami 9.98 milliárd amerikai tonnát jelent. 2006-ban Kína 2.38 milliárd tonnát, míg India 447.3 millió tonnát termelt. Kínában az elektromos áram 68,7%-át szénből nyerik. Az Amerikai Egyesült Államok a világ széntartalékának a 14%-át használja fel, ebből 90% az elektromos áram termelésére megy.

### Energia- és anyagi erőforrások
A megavárosok mérete és sokrétűsége hatalmas társadalmi és környezeti kihívásokat vet fel. A megavárosok fejlődése nagymértékben függ attól, hogy hogyan szereznek, osztanak és kezelik saját energia- és anyagi erőforrásaikat. Kapcsolatot véltek felfedezni az villamosenergia-fogyasztás, a fűtés és az üzemanyag-fogyasztás között, a földi szállítás energiafelhasználása, a vízfogyasztás, a hulladéktermelés és az acélgyártás között a fogyasztás szintjét illetően, és hogy milyen hatékonyan tudják felhasználni az erőforrásokat.

## A szépirodalomban
A megavárosok gyakran megjelennek különböző disztópikus regényekben, ilyen például „a Sprawl” William Gibson Neurománc című könyvében. A pusztító című filmben egy „San Angeles” nevű város szerepel, amelyet Los Angeles, Santa Barbara és San Diego keresztezéséből hoztak létre. Ide tartozik továbbá a Coruscant is, amely a Csillagok háborúja kitalált univerzumában a központi bolygó.